# Ognica pstra

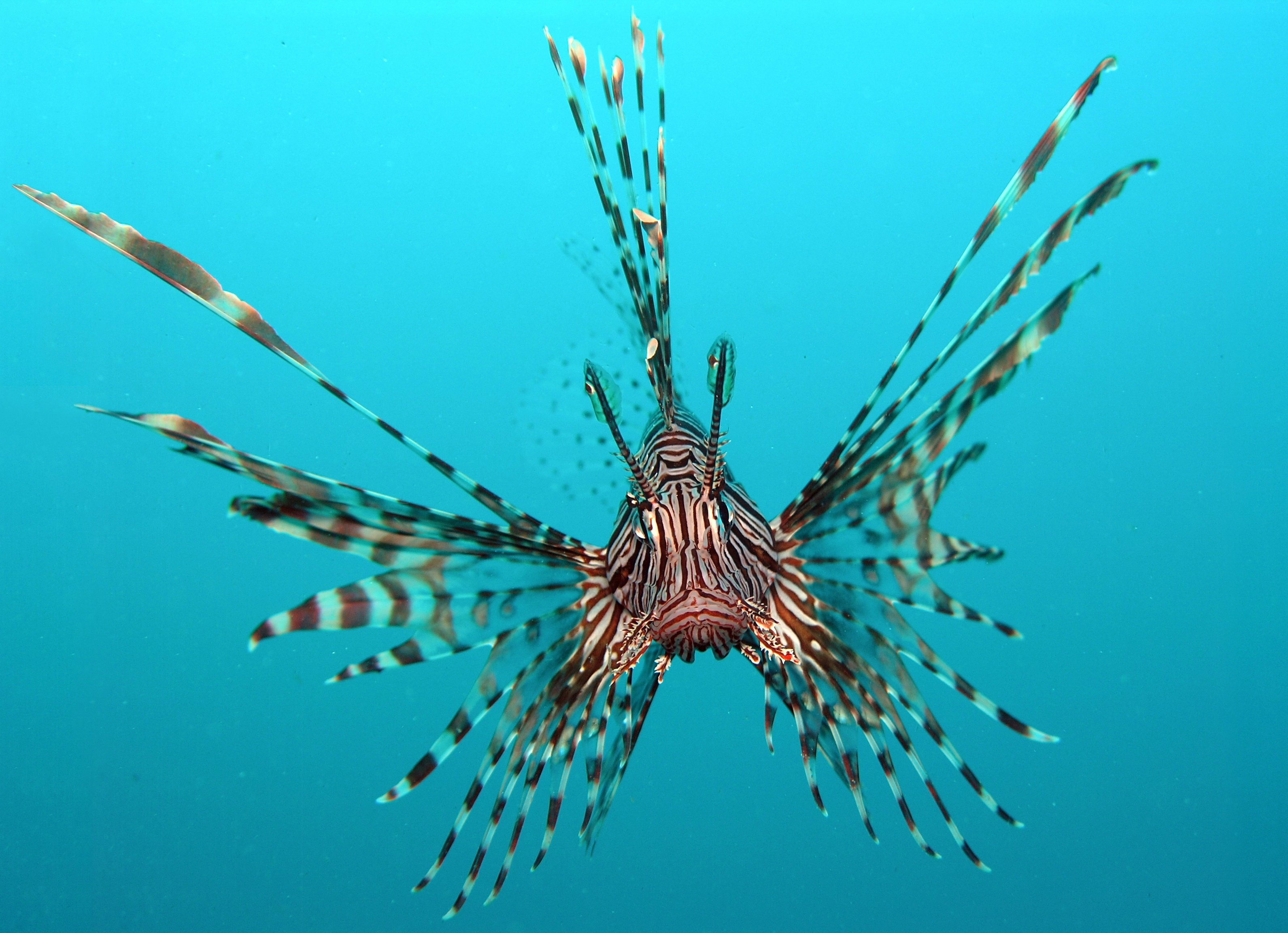
Widok z przodu

Ognica pstra, skrzydlica ognista, skrzydlica pstra, ryba motyl (Pterois volitans) – drapieżna ryba morska z rodziny skorpenowatych. Poławiana jako ryba konsumpcyjna, często trzymana w akwariach.

## Występowanie
Wschodnia część Oceanu Indyjskiego i zachodnia część Oceanu Spokojnego. Występuje przy twardym dnie oraz na obrzeżach lagun i raf. Spotkać ją można zarówno w wodach płytkich 1–2 m jak i głębokich do 60 m. Introdukowana na Florydzie, skąd rozprzestrzeniła się wzdłuż wschodnich wybrzeży Stanów Zjednoczonych. Od 2006 roku zaobserwowana u wybrzeży Bahamów.

## Nazwy
Nazwy skrzydlica i motyl morski nawiązują do wyglądu płetw piersiowych, natomiast ognica i (skrzydlica) ognista – do ognistego bólu jaki wywołuje u człowieka jej jad. Nazywana bywa też smokiem morskim.

## Charakterystyka
Ognica pstra jest rybą osiągającą do ok. 45 cm długości. Jej ciało jest dość silnie bocznie spłaszczone. Promienie płetw piersiowych i pierwszej płetwy grzbietowej mogą osiągać podobną długość. Są połączone ze sobą tylko u nasady, przez co rozkładają się szeroko nadając rybie charakterystyczny wygląd. Ciało ubarwione jaskrawo, z poprzecznymi pręgami występującymi również na promieniach płetw. Ubarwienie jest zmienne, zazwyczaj biało-czerwone-czarne, przystosowane do otoczenia. Osobniki spotykane w wodach przybrzeżnych są zwykle ciemniejsze. Jaskrawe barwy jej ciała ostrzegają wrogów, że jest jadowita i może zadać ukłucia o skutkach groźnych nawet dla człowieka. Kolce (promienie twarde) w płetwach ryby łączą się z gruczołami jadowymi. Gatunek różni się od pozostałych przedstawicieli rodzaju Pterois liczbą promieni w płetwach, ubarwieniem i łuskami.
Ognice są samotnikami łączącymi się w grupy jedynie na czas tarła. Jeden samiec łączy się z kilkoma samicami tworząc grupę 3–8 osobników. Samica składa od 2000 do 15000 jajeczek ikry.
Ognica pstra rozpoczyna aktywność o zmierzchu, dzień spędza ukryta w rozpadlinach skalnych, niemal nieruchomo, z głową lekko pochyloną w dół. Żywi się rybami, krabami oraz krewetkami. Strategia łowcza ognic opiera się na wykorzystaniu rozłożystych płetw brzusznych w celu zapędzenia ofiary w miejsce bez wyjścia. Innym sposobem jest raptowny atak na samotnie płynące zwierzę. Wówczas skrzydlica  pochłania ofiarę swoim szerokim pyskiem.

## Zagrożenie dla człowieka
Skrzydlice potrafią zaatakować nurka, który podpływa zbyt blisko i "zakłóca im spokój". Pierwszym symptomem niespodziewanego ataku jest charakterystyczne zachowanie ryby. Skrzydlica unosi płetwę grzbietową i spuszcza głowę w ten sposób, aby kolce były skierowane w stronę osoby podpływającej. Należy wtedy szybko oddalić się ponieważ istnieje prawdopodobieństwo raptownego podpłynięcia skrzydlicy oraz wbicia jadowitych kolców w ciało przeciwnika. Trucizna ognicy powoduje u człowieka silny ("ognisty") i długotrwały ból, a w przypadku wystąpienia reakcji alergicznej jest potencjalnie niebezpieczny dla życia człowieka.